# Gradski stadion Belišće
Gradski stadion Belišće je nogometni stadion u Belišću. Na njemu svoje domaće utakmice igra NK Belišće.
Stadion je kroz povijest mijenjao svoj izgled. Prvo je bio običan travnjak s vrlo kvalitetnim uvjetima. U početku je imao malu ogradu oko terena. Nakon nekoliko godina sagrađene su betonske tribine sa zapadne i istočne strane. Bile su natkrivena drvenim krovom koji je naknadno uklonjen zbog opasnosti. Sagrađena je i atletska staza oko terena koja je trenutačno zapuštena. Podignute su više ograde i izgrađena je sjeverna tribina sa stotinjak sjedećih mjesta.
Stadion je poznat po vrlo kvalitetnoj travi, te zbog toga su mnoge reprezentacije i klubovi odrađivali pripreme na njemu (npr. Litva i Iran). U sklopu stadiona su dva pomoćna nogometna igrališta za treninge.

Od 2019./2020. gradila se nova zapadna tribina, a 1. srpnja 2020. godine je otvorena, i igrala se prijateljska utakmica NK Belišće i NK Valpovka.